# Johanna van Vendôme
Johanna van Vendôme (mei 1371 - 1372) was van november 1371 tot aan haar dood gravin van Vendôme en Castres. Ze behoorde tot het huis Montoire.

## Levensloop
Johanna was de dochter van graaf Burchard VII van Vendôme en Isabella van Bourbon, dochter van graaf Jacob I van La Marche.
Al vroeg na haar geboorte werd ze wees: haar moeder overleed aan complicaties van de bevalling en haar vader stierf enkele maanden later. Hierdoor werd Johanna gravin van Vendôme en Castres. Omdat ze door haar jonge leeftijd nog niet in staat was om te regeren, nam haar grootmoeder langs vaderkant Johanna van Ponthieu het regentschap waar.
Johanna werd nog geen jaar oud en overleed al in 1372. Vendôme en Castres gingen vervolgens naar haar tante Catharina en haar echtgenoot Jan I van La Marche.